# Amir Arison
Amir Arison (Saint Louis, 24 marzo 1978) è un attore statunitense.

## Biografia
Amir Arison è nato a Saint Louis, in Missouri. 
Comincia la sua carriera nel 1993 nella soap Sentieri per poi arrivare a ruoli più importanti in serie televisive come H+ dal 2012 al 2013 dove ottiene il ruolo del Dr. Gurveer e dal 2005 al 2011 Law & Order: Special Victims Unit dove interpreta il ruolo del Dr. Manning.
Dal 2013 è uno dei protagonisti di The Blacklist dove interpreta il ruolo di Aram Mojtabai.

## Filmografia

### Cinema
- Day Zero, regia di Bryan Gunnar Cole (2007)
- L'ospite inatteso, regia di Thomas McCarthy (2007)
- Anamorph - I ritratti del serial killer, regia di Henry Miller (2007)
- 5 appuntamenti per farla innamorare, regia di Nia Vardalos (2009)
- Today's Special, regia di David Kaplan (2009)
- Engagement, regia di Gianni-Amber North (2011)
- Kony Hunter with Christopher Meloni, cortometraggio - regia di Seth Morris (2012)
- Touching Ourselves, cortometraggio - regia di Erin Gibson (2012)
- Vamps, regia di Amy Heckerling (2012)
- The Shadower in 3D, cortometraggio - regia di Jenny Januszewski (2012)
- Uggs for Gaza, cortometraggio - regia di Brooke Berman (2013)
- Big Words, regia di Neil Drumming (2013)
- Une rencontre, regia di Lisa Azuelos (2014)
- Natale con i tuoi (A Merry Friggin' Christmas), regia di Tristram Shapeero (2014)
- Jane Wants a Boyfriend, regia di William Sullivan (2014)

### Televisione
- Sentieri (The Guiding Light) – soap opera (2003)
- The Jury – serie TV (2004)
- Law & Order - I due volti della giustizia (Law & Order) – serie TV (2004)
- Hope & Faith – serie TV (2006)
- Traveler – serie TV (2007)
- Criminal Intent – serie TV (2005-2007)
- Così gira il mondo (As the World Turns) – soap opera (2008)
- Fringe – serie TV (2008)
- NCIS - Unità anticrimine (NCIS) – serie TV, episodio 7x12 (2010)
- Undercovers – serie TV (2010)
- In Security, regia di Peter Segal – film TV (2010)
- Medium – serie TV (2011)
- Law & Order - Unità vittime speciali (Law & Order: Special Victims Unit) – serie TV (2005-2011)
- State of Georgia – serie TV (2011)
- Homeland - Caccia alla spia (Homeland) – serie TV (2011)
- American Horror Story – serie TV (2011)
- Gossip Girl – serie TV (2012)
- True Justice – serie TV (2012)
- The Right Not to Know – miniserie TV (2012)
- The Mentalist – serie TV (2012)
- H+: The Digital Series – serie TV (2012-2013)
- Marvin Marvin – serie TV (2013)
- Dallas – serie TV (2012-2013)
- Pair of Kings – serie TV (2013)
- Major Crimes – serie TV (2013)
- Zero Hour – serie TV (2013)
- See Dad Run – serie TV (2013)
- Once Upon a Time in Wonderland – serie TV (2013)
- Girls – serie TV (2014)
- Blue – serie TV (2014)
- The Blacklist – serie TV  (2013-2023)
- The Dropout – serie TV (2022)

## Doppiatori italiani
Nelle versioni in italiano delle opere in cui ha recitato, Amir Arison è stato doppiato da:
- Edoardo Stoppacciaro in 5 appuntamenti per farla innamorare, The Closer
- Mario Brusa in Criminal Intent (ep. 4x12)
- Nanni Baldini in Once Upon a Time in Wonderland
- Luciano De Ambrosis in L'ospite inatteso
- Sergio Lucchetti in Fringe
- Christian Iansante in NCIS - Unità anticrimine
- Fabrizio Russotto in Law & Order - Unità vittime speciali
- Gaetano Varcasia in Medium
- Stefano Crescentini in The Mentalist
- Antonio Palumbo in Homeland - Caccia alla spia
- Fabrizio Picconi in The Blacklist
- Raffaele Carpentieri in Billions
- Andrea Lavagnino in Bull
- Massimiliano Manfredi in The Dropout